# Храм Петра и Павла (Гонконг)
Храм Святых Апостолов Петра и Павла (англ. St. Peter and Paul Orthodox Church in Hong Kong, кит. 香港聖彼得聖保羅東正教堂) — домовый православный храм в районе Сёнвань в Гонконге (Китай). Относится в юрисдикции Русской православной церкви.

## История
10 июля 1934 года указом начальника Российской духовной миссии в Китае епископа Пекинского Виктора (Святина) был образован Петропавловский приход в Гонконге, который в то время был британской колонией, и образовано Гонконгское благочиние, в состав которого войти также храмы в Гуанчжоу, Аомыне и Маниле. Настоятелем сюда был назначен протоиерей Дмитрий Успенский. Костяк его прихожан составили эмигранты из России, работавшие в английских фирмах и имевшие британское подданство.
До открытия постоянного молитвенного дома на Middle Road, 8 богослужения совершались в англиканском храме. Помимо самого храма православная община в Гонконге включала в себя Дамский кружок ревнителей церковного благолепия и просвещения, Благотворительный Фонд, Фонд постройки храма и любительский хор певчих.
К началу 1940-х годов община в Гонконге предполагала постройку нового постоянного храма. Готовы были даже его чертежи. Препятствием к постройке постоянного храма стали военные действия. Как англичане, так и многие русские британского подданства во время войны оказались в японских лагерях для пленных. Протоиерей Дмитрий, однако, смог в это непростое для общины время сохранить приход.
В 1945 году приход вместе с Гонконгским благочинием вошёл в состав Восточно-Азиатского экзархата Русской Православной Церкви. Вторая мировая война, не миновавшая и Гонконг, а также революционные события 1949 года в Китае поставили перед приходом много проблем. Резко сократилась его численность, прервалась связь с правящим архиереем.
Будучи уже не в силах совершать богослужения, отец Димитрий намерен был подать рапорт Патриарху Алексию I об уходе на покой. Однако прихожане упросили пастыря хотя бы принимать их исповедь и давать духовные советы.
27—28 ноября 1968 года епископ Зарайский Ювеналий (Поярков) проездом из Токио посетил Гонконг.
В январе 1970 года протоиерей Дмитрий Успенский скончался. 7 июня 1970 года на общем церковном собрании было решено закрыть храм из-за недостатка средств на его содержание. Большинством голосов церковную утварь решено было переслать в Австралию. 24 человека из 36 присутствовавших (остальные 12 воздержались) голосовали против того, чтобы просить финансовую помощь у Московской Патриархии. Петропавловский храм оставался открытым до сентября 1970 года, чтобы дать возможность председателю Правления Русской православной церкви в Гонконге Георгию Гаврилову переговорить о переводе оставшихся денег на благотворительные нужды и транспортировку церковного имущества в Австралию. По словам протоиерея Дионисия Поздняева: «После его смерти прихожане старого храма апостолов Петра и Павла разъехались в самых разных направлениях. Поскольку в то время приход не был миссионерским, то никого не осталось из китайцев, что я считаю большим недостатком и упущением».

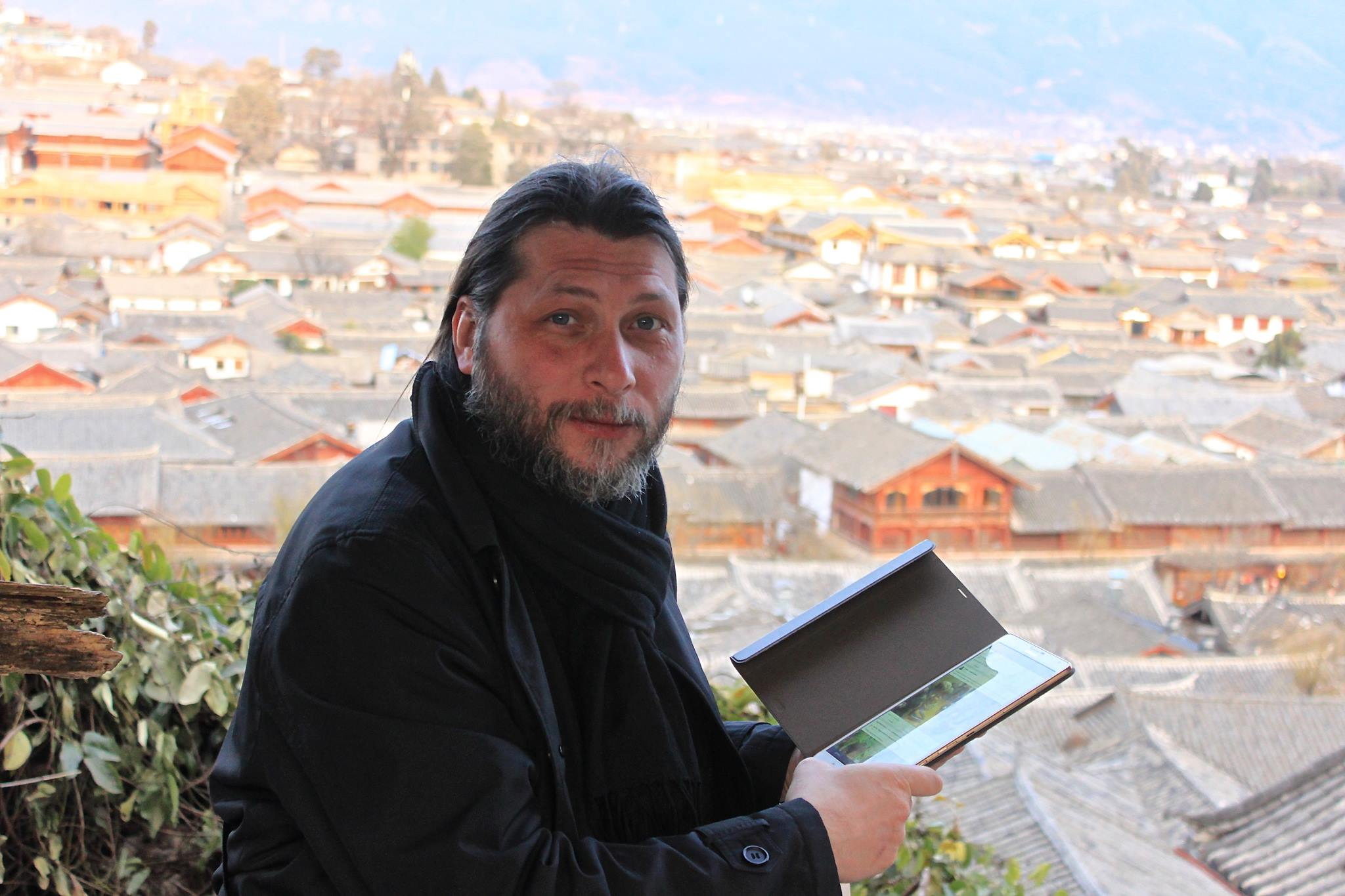
Протоиерей Дионисий Поздняев

В 2002 году сотрудник Секретариата по межправославным связям и загранучреждениям Отдела внешних церковных связей Московского Патриархата священник Дионисий Поздняев получил приглашение одного из институтов Гонконга поработать над темой исследования взаимоотношений традиционной китайской культуры и христианства и, прежде всего, православия. Кроме того отметил, «мое пребывание в Гонконге будет посвящено также попытке воссоздания Свято-Петропавловского прихода, существовавшего там с 30-х до начала 70-х гг. XX века. Видимо, время для этого пришло. Число православных христиан в Гонконге неуклонно растёт, и, несмотря на то, что есть греческий православный приход, верующие имеют потребность в появлении русского прихода. То время, которое я там проведу, я буду, естественно, посвящать и священническому, пастырскому служению».
В 2003 году, являясь представителем Отдела внешних церковных связей Московского Патриархата, отец Дионисий переехал в Гонконг и занялся формированием местной православной общины. По его воспоминаниям, «В Гонконге на момент приезда прихода нашего не было. Был греческий приход, который посещали и русские. В 2003 и 2004 году я служил в этом приходе, позднее мы пришли к решению о необходимости восстановления русского прихода, для чего арендовали отдельное помещение». Таким образом, в 2004 году Петропавловский приход возобновил свою деятельность в Гонконге.
С 2006 года при храме стало действовать отделение Православного братства всех китайских святых (США), вице-президентом которого является протоиерей Дионисий Поздняев.

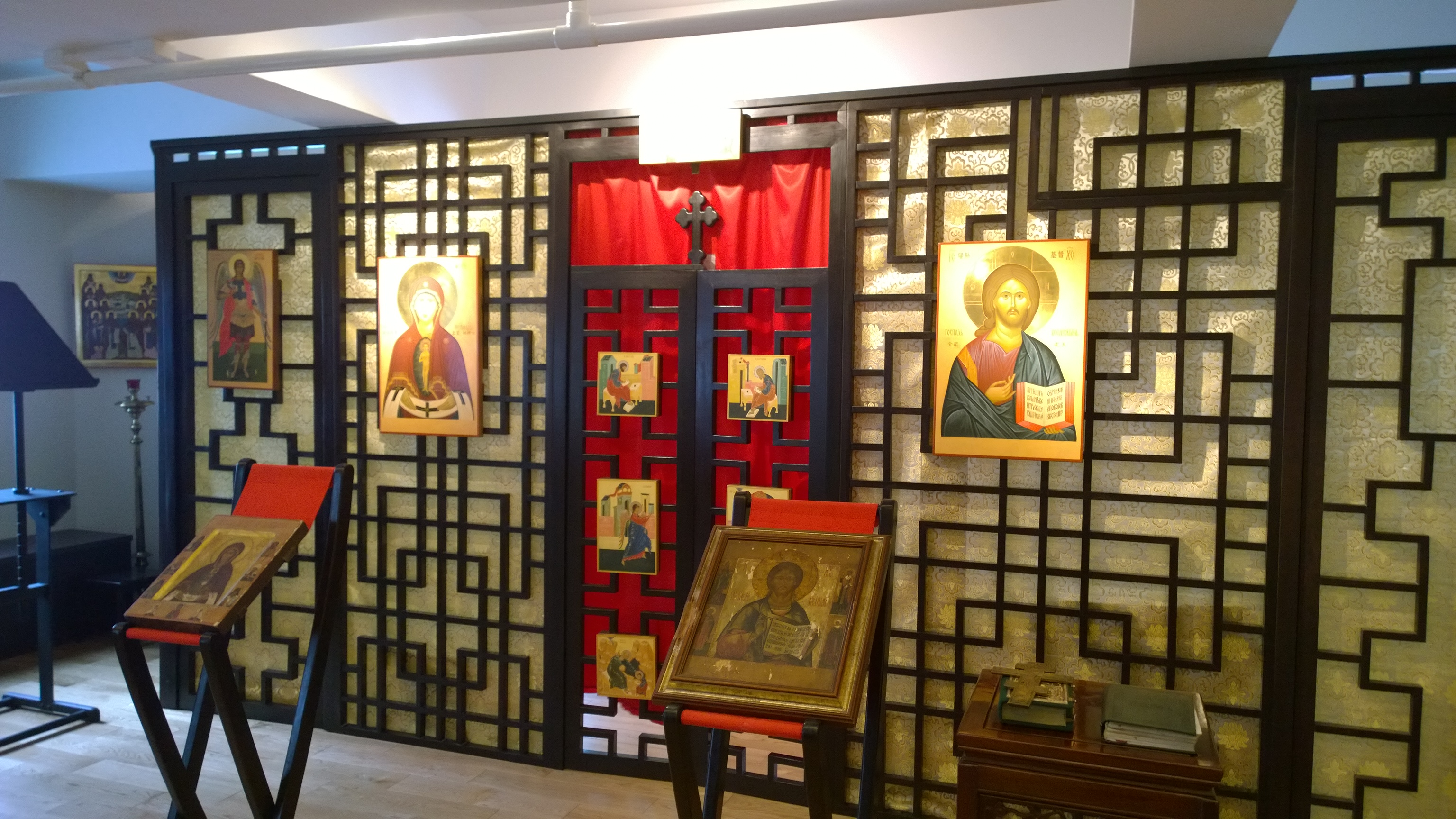
Иконостас в китайском стиле

В 2007 году в храме св. ап. Петра и Павла уже проходили регулярные богослужения по воскресеньям и в дни церковных праздников, а в сентябре состоялся молебен по случаю начала нового учебного года в Центре изучения русского языка открытом при гонконгском приходе.
В январе 2008 года священник Игорь Филяновский — настоятель Свято-Троицкого прихода города Мельбурна, в знак преемственной связи между Свято-Петропавловским приходом Гонконга закрытым в 1972 году и вновь возобновлённым в начале 2000-х годов возвратил главную храмовую икону святых первоверховных апостолов Петра и Павла.
6 октября 2008 года решением Священного Синода приход в честь Святых апостолов Петра и Павла в Гонконге был возрождён официально, протоиерей Дионисий Поздняев назначен его настоятелем.
В октябре 2008 года епископ Сиэтлийский Феодосий (Иващенко) передал приходам Русской Православной Церкви в Пекине, Гонконге и Шанхае частицы мощей святителя Иоанна Шанхайского и Сан-Францисского чудотворца.
В ноябре 2008 года митрополит Киевский Владимир (Сабодан) передал приходу образ с частицей мощей святителя Гурия Таврического, начальника Пекинской миссии — одного из небесных покровителей Китая.

## Приходская деятельность
Храм находится в помещении на двенадцатом этаже одного из зданий в районе Сёнвань в центре Гонконга; службы совершаются ежедневно. Отдельно стоящего храма нет по причине крайней дороговизны земли: в Гонконге самая высокая стоимость недвижимости в мире.
Про деятельность прихода её настоятель протоиерей Дионисий Поздняев рассказал в 2017 году: «мы служим каждый день. Если не служим литургию, стараемся служить вечерню или утреню. Не всегда кто-то бывает на службах, но это возможность для людей прийти. И они приходят. А за пределами служб мы беседуем. Так что работа священника здесь связана прежде всего, с богослужениями, как и должно быть. Ну и, поскольку у нас отсутствует секретарь, бухгалтер, администратор — вся работа по переписке, приходским финансам тоже на мне. Мы ходим в тюрьму, навещаем наших заключенных. Это не только занимает время, но и достаточно хлопотно. Общаемся с другими христианами: протестантами, католиками. С учебными заведениями. Отчасти на мне работа по администрированию Центра русского языка, который мы создали при храме. Работы много».
Прихожанами храма являются работающие здесь русские, иностранцы из числа американцев и европейцев, граждане стран СНГ, гонконгцы и приезжающие с материка китайцы. Богослужения совершаются на английском, китайском и церковнославянском.
Приход храма занимается переводами и изданием литературы на китайском языке. В 2014 году при приходе открыто первое китайское православное издательство «China Orthodox Press». Переводческую деятельность сдерживает недостаток средств: приходу трудно оплачивать работу квалифицированных переводчиков.
В приходе существует традиция — накануне Вербного Воскресения освящать чай нового урожая.